# The Idol (singolo)
The Idol è il ventesimo singolo degli W.A.S.P..
Registrata nel 1992, la canzone è stata pubblicata per la prima volta nell'album The Crimson Idol dello stesso anno. 

## Tracce
1. The Idol (Crimson edit) 04:05
2. The Eulogy 04:18
3. The Story of Jonathan (Part II) 08:06

## Formazione
- Blackie Lawless – voce, chitarra, basso, tastiera
- Bob Kulick – chitarra
- Frankie Banali – batteria
- Stet Howland – batteria